# トマス・ノックス (初代ランファーリー伯爵)
初代ランファーリー伯爵トマス・ノックス（英語: Thomas Knox, 1st Earl of Ranfurly、1754年8月5日 – 1840年4月26日）は、アイルランド王国出身の貴族、政治家。1776年から1797年までアイルランド庶民院議員を、1806年から1812年まで連合王国庶民院議員を務めた。

## 生涯
初代ノースランド子爵トマス・ノックスと妻アン（Anne、1803年10月14日没、旧姓ヴィジー（Vesey）、初代ナップトン男爵ジョン・デニー・ヴィジーの娘）の息子として、1754年8月5日にダブリンで生まれた。1770年11月10日、オックスフォード大学クライスト・チャーチに入学した。
1776年から1783年までカーリングフォード選挙区の、1783年から1790年までダンガノン選挙区の、1790年から1797年までティロン選挙区の代表としてアイルランド庶民院議員を務めた。議会では政府を支持し、1779年にティロン県長官を務めたほか、1794年に閑職（アイルランド人民間訴訟裁判所の書記官の1人。年収1万ポンドの官職）に任命された。また、1780年代に議会改革に反対し、1778年と1793年にカトリック解放に賛成したが、1795年には反対した。カーリングフォード選挙区の議席は金で買った議席であり、ダンガノン選挙区の議席はノックス家の影響力により、ティロン選挙区の議席は父の友人にあたる初代アバコーン侯爵ジョン・ハミルトンの影響力により得た議席だったが、1793年に就任したティロン民兵隊の中佐という軍職に1794年に早くも辞任したことでアバコーン侯爵の怒りを買い、以降1806年まで議員に当選できなかった。1796年7月12日にユナイテッド・アイリッシュメンに反対するダンガノン協会（Dungannon Association）を設立し、9月にはアイルランドのヨーマンリー設立にこぎつけた。
アイルランド王国とグレートブリテン王国が1801年に合同した後、1802年2月に連合王国議会のティロン選挙区で空席が生じると、ノックスは立候補を望み、アバコーン侯爵や第2代ベルモア伯爵サマセット・ロリー＝コリーに支持を求めたが失敗、結局立候補を取りやめた。
しかし、1806年イギリス総選挙の時期になると、状況は変わった。アバコーン侯爵の影響力の基盤になっていた借地契約が1805年に終わり、その再契約に時間がかかったため、アバコーン侯爵は一時的に影響力を失ったのである。ノックスはベルモア伯爵を盟友に引き入れた上、ベルモアの仲介で1806年6月に首相の初代グレンヴィル男爵ウィリアム・グレンヴィルに会い、グレンヴィル男爵への支持を約束した（アバコーン侯爵はグレンヴィル政権に対し野党の立場にあった）。これにより現職議員の初代準男爵サー・ジョン・ステュアートは選挙戦に挑まず、ノックスは無投票で当選した。次の総選挙が1807年と早すぎたため、アバコーン侯爵はまだ影響力を取り戻せず、またしてもノックスの無投票当選を許した。議会ではグレンヴィル派として投票したが、カトリック解放問題だけは有権者からの指示により反対票を投じざるを得なかったという。
次の総選挙を控えた1811年5月、長男トマスを立候補させることを決めると、8月にグレンヴィル男爵に手紙を書き、イングランドの選挙区での議席を求めたが、かなわなかった。その後、1812年4月にカトリック解放に賛成票を投じ（連合王国議会におけるティロン選挙区の代表としては初）、1812年イギリス総選挙で議員を退任した。
1814年にアイルランド人民間訴訟裁判所書記官の官職を失い、その代償として3,678ポンドの年金を与えられた。1818年11月5日に父が死去すると、ノースランド子爵位を継承した。1823年、メイフェアのアッパー・グローヴナー・ストリートからフランスに引っ越した。
1826年7月6日、連合王国貴族であるレンフルーシャーにおけるラムフォーリーのランファーリー男爵に叙された。1831年戴冠式記念叙勲では1831年9月14日にアイルランド貴族であるランファーリー伯爵に叙された。貴族院では1829年ローマ・カトリック信徒救済法と1832年改革法（第一次選挙法改正）に賛成票を投じた。
1840年4月26日にパリのヴァンドーム広場にある自宅で死去、5月18日にダンガノンで埋葬された。息子トマスが爵位を継承した。

## 家族
1785年6月2日、ダイアナ・ジェーン・ペリー（Diana Jane Pery、1764年10月20日 – 1839年11月24日、初代ペリー子爵エドマンド・ペリーの娘）と結婚、5男1女をもうけた。
- トマス（英語版）（1786年4月19日 – 1858年3月21日） - 第2代ランファーリー伯爵
- エドモンド・セックストン・ペリー（Edmond Sexton Pery、1787年7月21日 – 1867年3月24日） - 1813年7月3日、ジェーン・ホープ＝ヴィアー（Jane Hope-Vere、1875年6月11日没、ウィリアム・ホープ＝ヴィアーの娘）と結婚、子供あり
- ジョン・ヘンリー（英語版）（1788年7月26日 – 1872年8月27日） - 1822年2月12日、マベラ・ジョセフィーン・ニーダム（Mabella Josephine Needham、1801年ごろ – 1899年11月16日、初代キルモリー伯爵フランシス・ニーダムの娘）と結婚、子供あり。第7代ランファーリー伯爵ジェラルド・ノックスの高祖父
- ジョン・ジェームズ（英語版）（1790年4月3日 – 1856年7月9日） - 1824年9月25日、メアリー・ルイーザ・テイラー（Mary Louisa Taylor、1868年10月20日没、エドワード・テイラーの娘）と結婚、子供あり[11]
- ウィリアム・ブラウンロー（William Brownlow、1794年1月 – 1794年3月13日[12]）
- フランシス（Frances、1861年12月26日没）